# Liga de Defesa da República
Liga de Defesa da República, mais conhecida como Liga de Paris, foi uma organização de exilados políticos portugueses em Paris que se formou em resultado da Revolução Nacional de 28 de Maio de 1926. A Liga teve até 1932 um papel importante no reviralhismo e, não obstante algumas divergências de índole ideológica que surgiram no seu seio, esta organização cívica e suprapartidária passou a ser um dos principais bastiões de oposição ao regime ditatorial, constituindo-se naquele período, segundo António Sérgio, "na melhor esperança das consciências cívicas da Nação".

## História

### 1926-1930
Passados os momentos iniciais de confusão que se seguiram ao Golpe de 28 de Maio de 1926, os dirigentes republicanos e socialistas expulsos da esfera do poder pela implantação da ditadura, começaram a agrupar-se para lhe fazer oposição, tentando capitalizar a seu favor a situação de grande instabilidade política e social que se vivia no país.
Na sequência natural dos violentos anos que marcaram a fase final da Primeira República, Portugal viveu, entre 1927 e 1931, uma guerra civil, situação marcada por cinco grandes movimentos reviralhistas falhados, para além de múltiplos outros pequenos movimentos insurreccionais, que se sucederam ao longo dos quatro anos e meio que medeiam entre 3 de Fevereiro de 1927 e 27 de Agosto de 1931, tendo como cenários principais as cidades do Porto e de Lisboa e ainda a ilha da Madeira e o arquipélago dos Açores.
Foi na sequência da primeira e mais importante dessas revoltas, aquela que eclodiu na cidade do Porto a 3 de Fevereiro de 1927, a chamada Revolução de Fevereiro de 1927, que vários resistentes no exílio decidiram organizar-se de forma supra partidária. Os primeiros sinais de organização surgem ainda em Fevereiro de 1927, nas semanas imediatas à falhada insurreição, quando, com centro em Paris, a oposição democrática tenta juntar as várias correntes partidárias para um combate unitário contra a ditadura. Surgiu assim a Liga de Defesa da República, vulgo Liga de Paris, cujos principais dirigentes eram Afonso Costa, Álvaro de Castro, José Domingues dos Santos, Jaime Cortesão e António Sérgio.
A ideia de fundar a Liga surgiu na Galiza, entre os emigrados republicanos e socialistas que ali se encontravam, e foi a partir dali que lançaram as suas bases. Com o reagrupamento em Paris de muitos desses elementos, incluindo a maioria dos refugiados da malograda Revolução de Fevereiro de 1927, foi naquela cidade que puderam dar expressão à Liga já organizada, redigindo o seu programa, que afinal não era mais do que a explanação minuciosa das bases organizadas acordadas na Galiza.
Apesar das intenções manifestadas e da efetiva necessidade de unidade na ação política contra a ditadura nascente, a Liga não conseguiu a coesão necessária, tendo lutado sempre contra a desconfiança e até a hostilidade do Partido Democrático. Apesar dos esforços no sentido de se construir uma unidade política efectiva unida em torno do objectivo estratégico de impedir a consolidação da ditadura, as divisões que tinham marcado os anos finais da Primeira República Portuguesa ainda estavam bem vivas, mesmo entre as forças pró-democráticas.
Nesse contexto, todas tentativas de coordenação da acção política colidiam com a sensibilidade de cada grupo e exacerbavam as divisões e a desconfiança mútua entre os exilados, impedindo na prática toda e qualquer acção eficaz contra o regime ditatorial.
Apesar dessas fragilidades inerentes à sua génese e não obstante algumas divergências de índole ideológica que surgiram no seu seio, esta organização cívica e suprapartidária passou a ser um dos principais bastiões de oposição ao regime ditatorial, constituindo-se, no dizer de António Sérgio, na melhor esperança das consciências cívicas da Nação.
O núcleo de exilados políticos em Paris teve um papel preponderante na organização dos posteriores movimentos revolucionários, mas a falta de direcção efectiva, e a descoordenação entre os revoltosos, conduziram a novos fracassos a 20 de Junho de 1928 (a chamada Revolta do Castelo) e a 21 de Julho de 1930, de que se aproveitou, mais uma vez, o regime da Ditadura Nacional para fortalecer o seu poder com a prisão, deportação ou exílio de mais umas dezenas de militares e políticos opositores ao regime, entre eles alguns dos apoiantes e organizadores do Golpe do 28 de Maio de 1926, neste caso vítimas da sua própria criação.
Para além das acções de carácter revolucionário, a Liga de Paris também se insurge contra a pretensão do governo da Ditadura Nacional obter sem contrapartidas políticas grande empréstimo internacional, quando era ministro das finanças Sinel de Cordes. Face ao agravar da situação financeira de Portugal, o governo da Ditadura Nacional recorreu, contra a opinião, entre outros, de António de Oliveira Salazar, a banqueiros ingleses com a intenção de conseguir 12 milhões de libras esterlinas para estabilizar o escudo e equilibrar o orçamento. Contudo, para realizar o empréstimo em condições razoáveis de juro, necessitava o patrocínio da Sociedade das Nações.
Esta necessidade de aprovação internacional deu à Liga de Paris a sua primeira, e única, oportunidade de tentar pressionar num foro internacional, e conseguiu que a Sociedade das Nações impusesse condições políticas para o seu patrocínio, entre as quais a efectiva democratização do regime. A campanha então gerada contra a ditadura, que os seus adversários acusavam de andar mendigando empréstimos atentatórios do brio nacional, levou o governo, em Março deste ano, a tomar a iniciativa de recusar o empréstimo e abrindo assim, de forma inesperada, o caminho para a entrada de Salazar no governo.

### 1931-1940
O último grande momento da Liga de Paris surgiu em meados de 1931, quando uma onda de instabilidade e de revoltas se abateu sobre Portugal. Nesse ano, o ano de todas as revoltas, a Liga de Paris apresentou um Manifesto reclamando o fim da ditadura e tentou, embora sem sucesso, dadas as dificuldades de comunicação e a fraca implantação social das gentes ligadas aos reviralhismo, coordenar a acção dos revoltosos, colaborando activamente na organização de um grande levantamento insurreccional programado para o início do Verão.
O levantamento foi-se atrasando e nos princípios de Agosto, os seus principais operativos, os exilados em Espanha denominados o Grupo dos Budas, decidiram novo adiamento da revolta por dois meses. A isso não eram estranhas as divergências com a corrente dos exilados onde pontificavam Francisco Cunha Leal, Ribeiro de Carvalho, Cunha Aragão, Álvaro Poppe, Sarmento de Beires e os sectores ligados ao Partido Republicano Português exilados em Espanha. Divididos e desconfiados das intenções dos diversos grupos em presença, os republicanos acusavam os Budas e a Liga de Paris de quererem monopolizar a organização, o comando e o futuro da restauração republicana. Por isso mesmo, também eles desenvolveram a sua organização revolucionária própria e obtiveram armas com a cumplicidade dos socialistas espanhóis.
Foi neste contexto de descoordenação e de profunda desconfiança mútua entre as diversas sensibilidades do movimento oposicionista, que em 4 de Abril de 1931, na sequência dos movimentos populares de Fevereiro e devido à profunda crise económica com que a ilha se debatia, eclodiu a revolta da Madeira. À sua frente surge o general Adalberto Gastão de Sousa Dias e com ele estavam importantes unidades militares ali estacionadas, vários deportados políticos e alguns dos revolucionários de Fevereiro de 1927 que tinham sido desterrados para aquela ilha. Os revoltosos reclamaram o restabelecimento das liberdades públicas e da normalidade constitucional, com os oposicionistas no exílio, sob a liderança da Liga de Paris, a falar na constituição de uma República da Atlântida. Mas quando o governo da Ditadura Nacional envia uma expedição que começa por controlar os revoltosos açorianos e depois os madeirenses, tudo se esfuma. O levantamento previsto para em Lisboa acompanhar a revolta nas ilhas apenas surge com a Revolta de 26 de Agosto, gorando-se com mais de 40 mortos. Foi o último grande cerco à ditadura e com o seu insucesso a Liga de Paris começa a desagregar-se.
Em princípios de 1932, a Liga de Paris estava moribunda, da sua existência não restando mais que alguns documentos combativos e um desenvolvido plano de governo futuro que ironicamente viria a influenciar o ideário e as realizações do Estado Novo, contribuindo para o programa de governo da ditadura que pretendia combater. As últimas ramificações extinguiram-se em 1940, quando os exilados tiveram de voltar a Portugal por força dos acontecimentos da Segunda Guerra Mundial.